# Ace Atkins
Pour les articles homonymes, voir Atkins.
Ace Atkins, né le 28 juin 1970 à Troy, en Alabama, est un journaliste et auteur américain de roman policier.

## Biographie
Pendant ses études, il joue au football américain dans l'équipe de l'université d'Auburn. Une série de victoires sans défaite au championnat de 1993 vaut à cette équipe de faire la couverture du magazine Sports Illustrated.  Peu après, Ace Atkins décroche un diplôme avec majeure en écriture de scénario, mais se destine au journalisme.
Atkins devient célèbre quand sa série d'articles sur des enquêtes criminelles, publiée dans le Tampa Tribune, est nommée pour l'obtention du prix Pulitzer. Cette reconnaissance le décide à se lancer dans l'écriture de romans policiers. Son premier roman, Crossroad Blues (1998), où apparaît le héros récurrent de Nick Travers. Blanc élevé par un couple de Noirs, les patrons du célèbre « Blues Bar » de La Nouvelle-Orléans, il a été joueur de football américain de l'équipe des Saints de Memphis, avant de travailler comme musicologue au département de blues et jazz de l'université de Tulane. Lors de ses voyages professionnels, il recueille des témoignages et enregistre les chansons des vieux musiciens auxquels il apporte souvent son aide. Dans Blues Bar Dark End of the Street, 2002), le troisième titre de la série, Nick Travers tente de retrouver la trace d'un grand chanteur de musique soul, disparu trente ans plus tôt, tout juste après le meurtre de sa femme. Dans Dirty South Rap (Dirty South, 2004), il recherche un jeune prodige de rap. En 2012, Nick Travers réapparaît dans la longue nouvelle Last Fair Deal Gone Down qui est nommée pour le prix Edgar-Allan-Poe de la meilleure nouvelle.
Outre la série Nick Travers, Ace Atkins attire l'attention des milieux littéraires à la publication de Tampa Confidential (White Shadow, 2006), nommé pour le Barry Award et le Gumshoe Award, et aussi lors de la parution de Le Jardin du diable (Devil's Garden, 2009). Dans ce dernier roman, le héros est l'écrivain Dashiell Hammett à l'époque où il devient agent pour la Pinkerton National Detective Agency.
À partir de 2011, plusieurs romans d'Ace Atkins ont pour héros récurrent l'ex ranger devenu shériff Quinn Colson.
En 2001, il déménage avec sa famille sur une ferme historique, non loin d'Oxford, une petite ville de l'État du Mississippi sise dans une région où se déroulent plusieurs de ses romans. Il enseigne alors un temps le journalisme à l'université du Mississippi.
Après la mort de Robert B. Parker, Atkins est choisi par les héritiers pour prolonger la série du détective Spencer.

## Œuvre

### Romans

#### SérieNick Travers
- Crossroad Blues (1998)
- Leavin's Trunk Blues (2000)
- Dark End of the Street (2002) Publié en français sous le titre Blues Bar, Paris, Éditions du Masque, 2005,  (ISBN 978-2-7024-3234-1) ; réédition, Paris, Rivages/Noir no 690, 2008  (ISBN 978-2-7436-1824-7)
- Dirty South (2004) Publié en français sous le titre Dirty South Rap, Paris, Éditions du Masque, 2006  (ISBN 978-2-7024-3233-4)

#### SérieQuinn Colson
- The Ranger (2011) Publié en français sous le titre Retour à Jericho, Paris, Éditions du Masque, 2013  (ISBN 978-2-7024-3833-6)
- The Lost Ones (2012) Publié en français sous le titre Les Cris du Mississippi, Paris, Éditions du Masque, 2015  (ISBN 978-2-7024-4154-1)
- The Broken Places (2013)
- The Forsaken (2014)
- The Redeemers (2015)
- The Innocents (2016)
- The Fallen (2017)
- The Sinners (2018)
- The Shameless (2019)
- The Revelators (2020)
- The Heathens (2021)

#### SérieSpencer
- Robert B. Parker's Lullaby (2012)
- Robert B. Parker's Wonderland (2013)
- Robert B. Parker's Cheap Shot (2014)
- Robert B. Parker's Kickback (2015)
- Robert B. Parker's Slow Burn (2016)
- Robert B. Parker’s Little White Lies (2017)
- Robert B. Parker’s Old Black Magic (2018)
- Robert B. Parker’s Angel Eyes (2019)
- Robert B. Parker's Someone to Watch over Me (2021)
- Robert B. Parker’s Bye Bye Baby (2022)

#### Autres romans
- White Shadow (2006) Publié en français sous le titre Tampa Confidential, Paris, Éditions du Masque, 2008  (ISBN 978-2-7024-3323-2)
- Wicked City (2008)
- Devil's Garden (2009) Publié en français sous le titre Le Jardin du diable, Paris, Éditions du Masque, 2011  (ISBN 978-2-7024-3465-9)
- Infamous (2010)
- Don’t Let the Devil Ride (2024)

### Nouvelles

#### Nouvelle de la sérieNick Travers
- Last Fair Deal Gone Down (2012)

#### Anthologies de nouvelles auxquelles participe Ace Atkins
- They Write Among Us (2003)
- New Orleans Noir (2007)
- Delta Blues (2010)
- Damn Near Dead 2: Live noir or Dying Trying (2010)

### Autre ouvrage
- Larry Towell: In the Wave of Katrina (2006)

## Prix, nominations et distinctions
- 2007 : nommé pour le Barry Award du meilleur roman policier pour Tampa Confidential (White Shadow)
- 2007 : nommé pour le Gumshoe Award du meilleur roman policier pour Tampa Confidential (White Shadow)
- 2012 : nommé pour l'obtention du prix Edgar-Allan-Poe de la meilleure nouvelle pour Last Fair Deal Gone Down

## Sources
- Claude Mesplède (dir.), Dictionnaire des littératures policières, vol. 1 : A - I, Nantes, Joseph K, coll. « Temps noir », 2007, 1054 p. (ISBN 978-2-910-68644-4, OCLC 315873251), p. 116-117.